# Hans Nätscher
Hans Nätscher (* 13. November 1896 in Lohr am Main; † 28. Februar 1980 in Marktheidenfeld) war ein deutscher Gewerkschafter. Von 1951 bis 1962 war er Bundesvorsitzender der Gewerkschaft Nahrung-Genuss-Gaststätten (NGG).

## Leben und Beruf
Nach Abschluss der Volksschule begann Nätscher 1910 eine Lehre zum Fleischer in Würzburg, daneben besuchte er eine Fortbildungsschule. Während der Ausbildung war er häufigen Prügelstrafen sowie langen Arbeitszeiten (bis zu 20 Stunden am Tag) ausgesetzt. Den erlernten Beruf übte der Fleischergeselle bis 1920 aus, unterbrochen durch den Kriegsdienst im 1. Weltkrieg.
Kurz nach der Machtübernahme durch die Nationalsozialisten wurde Nätscher verhaftet. Den größten Teil seiner „Schutzhaft“ verbrachte er in Nürnberg. Danach übernahm er unterschiedliche Tätigkeiten. Zu Beginn des Zweiten Weltkriegs war er erneut Soldat, jedoch wurde er bald entlassen und wechselte zum Technischen Notdienst, wo er als Totengräber arbeitete.

## Gewerkschaft
1914 trat Nätscher dem Zentralverband der Fleischer sowie der SPD bei. 1920 wurde er zum ehrenamtlichen Vorsitzenden der gewerkschaftlichen Ortsverwaltung berufen, bald darauf stieg er zum Bezirksleiter für Nordbayern auf. Bald darauf wechselte er nach Nürnberg und wurde Gewerkschaftssekretär, sowohl im Zentralverband der Fleischer als auch im Verband der Lebensmittel- und Getränkearbeiter Deutschlands.
Nach dem Krieg beteiligte sich Nätscher am Wiederaufbau der Gewerkschaften und übernahm den Sekretärsposten der Konsumgenossenschaft Nürnberg-Fürth. 1947 beteiligte er sich an der Gründung der NGG in Bayern. Dort sowie im Bundesverband der neu gegründeten NGG war er zunächst Vorsitzender des Hauptausschusses, ehe er 1951 auf dem ersten ordentlichen Gewerkschaftstag in Stuttgart zum 1. Vorsitzenden gewählt wurde. Von 1958 bis 1964 war er zudem Präsident der Internationalen Union der Lebens- und Genußmittel-Arbeiter-Gewerkschaften, deren Vorstand er seit 1951 angehörte. In seiner Zeit als Vorsitzender gehörte er dem Aufsichtsrat der Bank für Gemeinwirtschaft an.